# Українські Національні Збори (30 червня 1941)

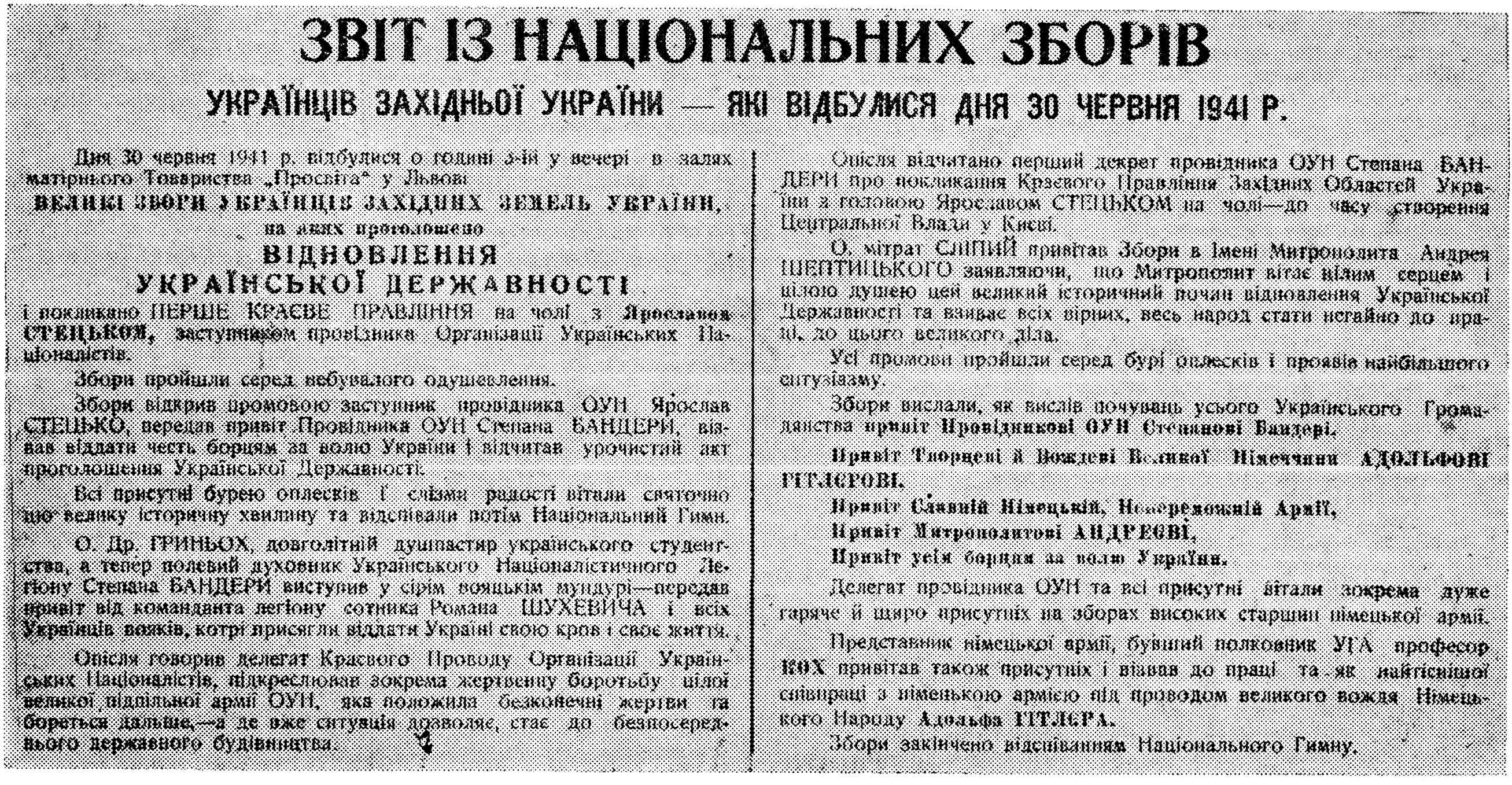
Звіт Національних зборів 30 червня 1941.

Львів'яни в очікуванні проголошення Акту відновлення державності, 30 червня 1941 року.

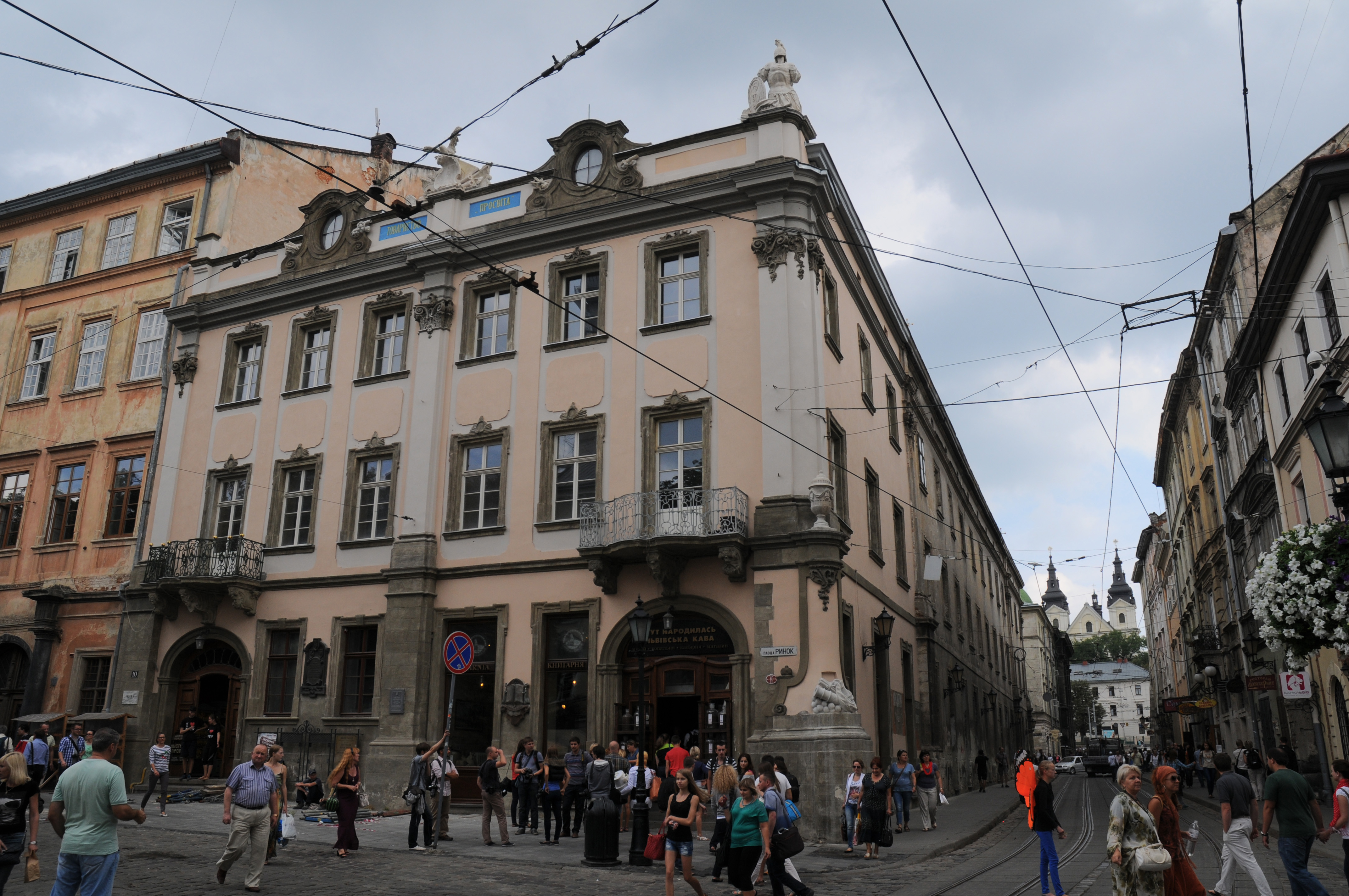
Будинок «Просвіти», Львів

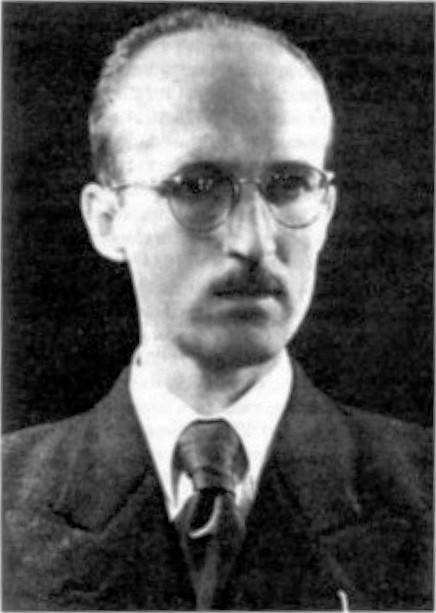
Ярослав Стецько, Голова Українського Державного Правління

Митрополит Йосип Сліпий, 1944

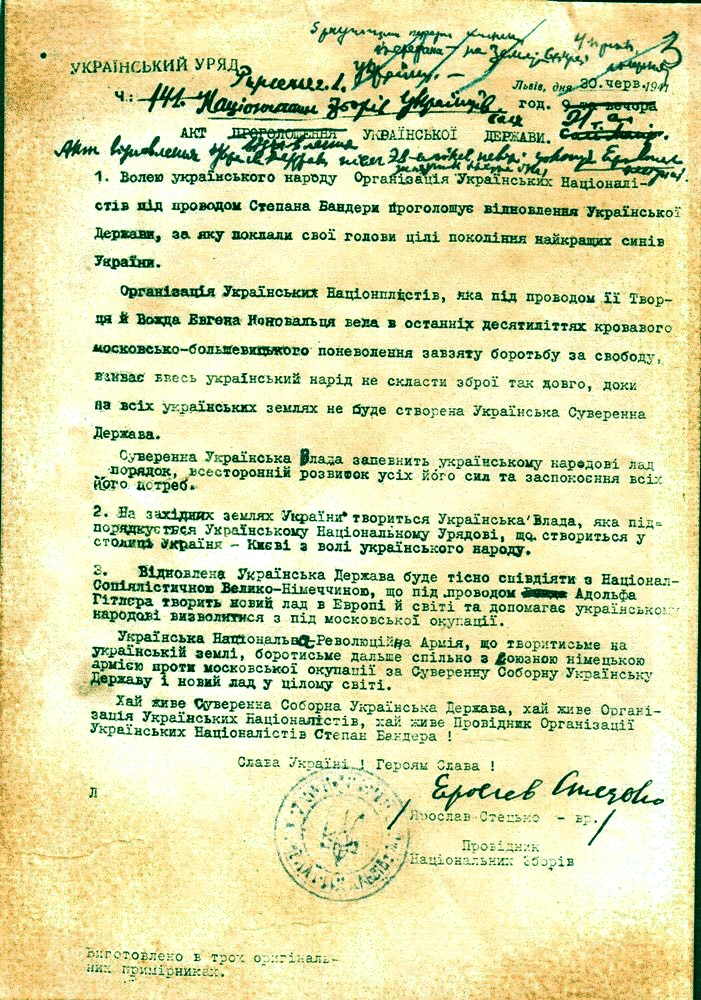
Акт відновлення Української Держави (з автографом Голови Зборів Ярослава Стецька)

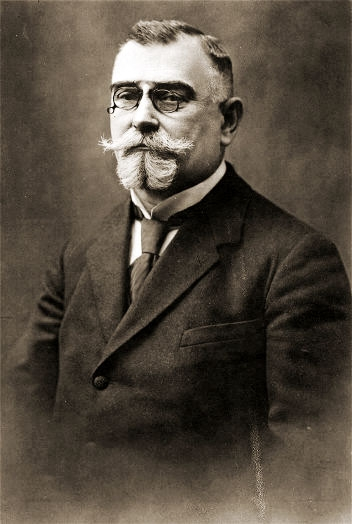
Кость Левицький, президент Української Національної Ради

Українські Національні Збори — збори представників української інтелігенції, української церкви, провідних діячів Організації Українських Націоналістів Революціонерів у Львові 30 червня 1941 року, під час яких був проголошений Акт відновлення Української Держави.

## Перебіг подій

### Склад Українських Національних Зборів
На цій події були присутніми понад 100 чільних представників зі всієї України, а також представник митрополита УГКЦ А. Шептицького о. д-р Йосиф Сліпий.

### Перебіг зборів
Проголошення Зборами Акту 30 червня 1941 р., хоч і було несподіваною подією, але вона засвідчила усьому світові і, зокрема, Німеччині, що український народ є законним господарем на своїй землі і буде її боронити власними грудьми перед кожним, хто намагатиметься потоптати волю України.
Збори створили уряд — Українське Державне Правління — на чолі з Ярославом Стецьком. 
Акт відновлення Української Держави було проголошено з балкону будинку товариства «Просвіта» у Львові (Площа Ринок, 10). На башті Князівської гори було піднято національний прапор. Львівська радіостанція повідомила про Акт населення України і передала благословення митрополита Андрея Шептицького з цієї нагоди.
Варто зазначити, що «Актом» проголошено «відновлення», а не (первинне) «проголошення» Української держави, тобто формально було збережено традицію існування УНР і ЗУНР (теж в екзилі) від часів Визвольних Змагань 1917-21 рр. Теж слід звернути увагу й на те, що в «Акті» проголошуються союзницькі наміри з боку новопосталої України («буде тісно співдіяти») щодо Великої Німеччини лише за важливої умови, що «… / Третій Рейх — С. П./ допомагає Українському Народові визволитися з-під московської окупації», тобто ніяк не можна говорити про безумовне підкорення ОУН і створеного нею Краєвого правління новому завойовнику.
Звістку про відновлення Української держави понесли на Східну Україну понад 6 тисяч бандерівців, розділених на три похідні групи, які повсюди творили українську адміністрацію та осередки ОУН.[джерело?] Найбільший із них був на Дніпропетровщині (5000 осіб), Кіровоградщині (1100), а також в Донбасі і Криму.